# アバイ・タスブラートフ
アバイ・タスブラートフ （Абай Бөлекбайұлы Тасболатов、1951年9月21日 - ）は、カザフスタンの軍人。中将。カザフスタン共和国親衛隊総司令官。

## 経歴
北カザフスタン州ニコラエフカ村出身。
1973年、アルマ・アタ高等諸兵科共通指揮学校を卒業。
- 1973年～1975年 - アルマ・アタ高等諸兵科共通指揮学校の小隊長
- 1975年～1980年 - アルマ・アタ高等諸兵科共通指揮学校の中隊長
- 1980年～1983年 - M.V.フルンゼ名称軍事アカデミー（ロシア語版、英語版）の聴講生
- 1983年～1986年 - アルマ・アタ高等諸兵科共通指揮学校戦術講座の講師
- 1986年～1991年 - アルマ・アタ高等諸兵科共通指揮学校の大隊長
- 1991年 - アルマ・アタ高等諸兵科共通指揮学校の先任講師
- 1991年～1992年 - カザフスタン共和国国家防衛委員会（後のカザフスタン国防省）本部軍事教育施設・召集前訓練課長
- 1992年～1997年 - アルマ・アタ高等諸兵科共通指揮学校長
- 1997年～2002年 - カザフスタン共和国軍軍事アカデミー校長
- 2000年 - ロシア連邦軍参謀本部軍事アカデミー高等学術課程を修了
- 2002年1月～2006年1月 - 国防次官、国防第一次官

2006年1月23日から共和国親衛隊司令官。2007年、シンガポールのリー・クアンユー国立大学留学。

## パーソナル
三等「ソ連軍における祖国への奉仕に対する」勲章、「武勲に対する」メダル、二等「ダンク」勲章、一等「ピョートル大帝」勲章等を受章。
歴史科学博士。ロシア連邦軍事科学アカデミー準会員。将校混成競技のスポーツ・マスター。カザフスタン共和国功労スポーツ活動家。カザフスタン共和国格闘技共和国連盟総裁。
妻帯、2児を有する。